# Snooker Shoot-Out 2022
Das BetVictor Snooker Shoot-Out 2022 war ein Snookerturnier der World Snooker Tour der Saison 2021/22, das vom 20. bis 23. Januar ausgetragen wurde. Erstmals fand das Sonderformat mit abweichenden Regeln in Leicester statt. Die dortige Morningside Arena war in dieser Saison als neue Spielstätte für Profiturniere etabliert worden und beherbergte bereits die Championship League und die British Open.
Mit Hossein Vafaei gewann zum ersten Mal ein Spieler aus dem Iran ein Ranglistenturnier der World Snooker Tour. Er besiegte Mark Williams mit 71:0. Der Titelverteidiger Ryan Day war bereits in der ersten Runde gegen seinen walisischen Landsmann Jak Jones ausgeschieden.

## Preisgeld
|                 | Preisgeld |
| --------------- | --------- |
| Sieger          | 50.000 £  |
| Finalist        | 20.000 £  |
| Halbfinalist    | 8.000 £   |
| Viertelfinalist | 4.000 £   |
| Achtelfinalist  | 2.000 £   |
| Letzten 32      | 1.000 £   |
| Letzten 64      | 500 £     |
| Letzten 128     | 250 £ a   |
| Höchstes Break  | 5.000 £   |
| Insgesamt       | 171.000 £ |

## Regeln
Shoot-out-Snooker wird nach besonderen Regeln gespielt, so dauert eine Partie maximal 10 Minuten, wobei in der ersten Hälfte jeder Spieler 15 Sekunden, in der zweiten Hälfte 10 Sekunden für die Ausführung eines Stoßes hat. Weitere Unterscheide zu den „Normregeln“ sind:
- Wer den Anstoß spielt, entscheidet ein sog. Bandenentscheid. Dabei stoßen beide Spieler von der Fußbande einen Spielball zur Kopfbande. Wessen Spielball dann näher an der Fußbande liegt entscheidet, wer das Spiel anstößt.
- Bei jedem Stoß muss ein Ball gelocht werden, oder mindestens ein Ball muss eine Bande berühren. Trifft das nicht ein, ist das ein Foul.
- Überschreitet ein Spieler die 15 bzw. 10 Sekunden für einen Stoß, ist das auch ein Foul.
- Nach einem Foul hat der gegnerische Spieler „Ball in Hand“ und darf den weißen Ball irgendwo auf der gesamten Spielfläche aufsetzen, nicht nur im „D“ bei den kleinen Farben.
- Nach einem Foul gibt es kein Miss und auch keinen Free Ball, weil der Gegner sowieso den weißen Ball irgendwo auf der gesamten Spielfläche aufsetzen kann.
- Ein Re-Rack (Neuaufsetzen der Bälle) ist nicht möglich[3]
- Besteht nach Ablauf der zehn Minuten Punktegleichstand, gibt es keine Re-spotted black, sondern ein Sudden death blue ball shoot out, bei der die Spieler, ähnlich wie beim Elfmeterschießen, den blauen Ball abwechselnd aus dem „D“ heraus lochen müssen. Verschießt der erste und der andere locht, hat er das Spiel gewonnen. Der blaue Ball darf vor dem Fallen keine Bande außer dem Tascheneinlauf berühren. Der Gewinner des Bandenentscheids bestimmt auch hier, wer beginnt.

Im Gegensatz zu einer normalen Snookerpartie ist das Publikum angehalten, anzufeuern und laut Kommentare zu geben. Beim Lochen einiger Farben gibt es ritualisierte Anfeuerungen, so wird beim Lochen des gelben Balles eine La Ola Welle gestartet und beim Lochen des blauen Balles gebuht. Statt eines Hemdes mit Krawatte oder Fliege tragen die Spieler und die Schiedsrichter ein Poloshirt.

## Spielplan
Die Partien der ersten Runde wurden im Voraus Ende Dezember 2021 bekanntgegeben. Anders als bei den meisten Snookerturnieren wird beim Snooker Shoot-Out jede Runde neu ausgelost.

### 1. Runde
Die Spiele der 1. Runde fanden am Donnerstag und am Freitag in 4 Sessions statt.
| Spiel | Spieler 1              | Ergebnis  | Spieler 2              |
| ----- | ---------------------- | --------- | ---------------------- |
| 1     | (67) Allan Taylor      | 0103:0103 | Liam Davies (A)        |
| 2     | (33) Jimmy Robertson   | 2115:2115 | Simon Blackwell (A)    |
| 3     | (A) Dylan Emery        | 4845:4845 | Simon Lichtenberg (69) |
| 4     | (94) Yuan Sijun        | 2126:2126 | Tom Ford (14)          |
| 5     | (89) Craig Steadman    | 1948:1948 | Gerard Greene (83)     |
| 6     | (56) Pang Junxu        | 3920:3920 | Cao Yupeng (65)        |
| 7     | (A) James Cahill       | 6416:6416 | Jackson Page (84)      |
| 8     | (44) Dominic Dale      | 3632:3632 | Oliver Lines (59)      |
| 9     | (101) Jamie O’Neill    | 4640:4640 | Liang Wenbo (28)       |
| 10    | (12) Zhou Yuelong      | 491:491   | Steven Hallworth (61)  |
| 11    | (66) Gao Yang          | 3564:3564 | Jamie Wilson (82)      |
| 12    | (13) Martin Gould      | 493:493   | Nigel Bond (60)        |
| 13    | (A) John Astley        | 7114:7114 | Ian Burns (99)         |
| 14    | (A) Haydon Pinhey      | 3533:3533 | Farakh Ajaib (80)      |
| 15    | (A) Paul Deaville      | 5059:5059 | Chen Zifan (103)       |
| 16    | (17) Ali Carter        | 081:081   | Matthew Stevens (51)   |
| 17    | (86) Chang Bingyu      | 5150:5150 | Shaun Murphy (3)       |
| 18    | (102) Michael Judge    | 2922:2922 | Mark Lloyd (A)         |
| 19    | (91) Fraser Patrick    | 646:646   | Andrew Higginson (54)  |
| 20    | (52) Sunny Akani       | 2924:2924 | David Gilbert (15)     |
| 21    | (A) Ross Bulman        | 175:175   | Martin O’Donnell (43)  |
| 22    | (78) Aaron Hill        | 850:850   | Lee Walker (74)        |
| 23    | (45) Stuart Carrington | 591:591   | Mark Williams (4)      |
| 24    | (48) Lü Haotian        | 8932:8932 | Dean Young (106)       |
| 25    | (1) Mark Selby         | 3843:3843 | Li Hang (39)           |
| 26    | (18) Ricky Walden      | 5427:5427 | Zak Surety (87)        |
| 27    | (A) Leo Fernandez      | 138:138   | Fergal O’Brien (64)    |
| 28    | (72) Peter Lines       | 3338:3338 | Joe O’Connor (46)      |
| 29    | (100) Lei Peifan       | 2240:2240 | Alfie Burden (97)      |
| 30    | (36) Ben Woollaston    | 897:897   | Jack Lisowski (11)     |
| 31    | (105) Reanne Evans     | 1001:1001 | Fan Zhengyi (77)       |
| 32    | (A) Rod Lawler         | 523:523   | Elliot Slessor (40)    |

| Spiel | Spieler 1              | Ergebnis  | Spieler 2              |
| ----- | ---------------------- | --------- | ---------------------- |
| 1     | (67) Allan Taylor      | 0103:0103 | Liam Davies (A)        |
| 2     | (33) Jimmy Robertson   | 2115:2115 | Simon Blackwell (A)    |
| 3     | (A) Dylan Emery        | 4845:4845 | Simon Lichtenberg (69) |
| 4     | (94) Yuan Sijun        | 2126:2126 | Tom Ford (14)          |
| 5     | (89) Craig Steadman    | 1948:1948 | Gerard Greene (83)     |
| 6     | (56) Pang Junxu        | 3920:3920 | Cao Yupeng (65)        |
| 7     | (A) James Cahill       | 6416:6416 | Jackson Page (84)      |
| 8     | (44) Dominic Dale      | 3632:3632 | Oliver Lines (59)      |
| 9     | (101) Jamie O’Neill    | 4640:4640 | Liang Wenbo (28)       |
| 10    | (12) Zhou Yuelong      | 491:491   | Steven Hallworth (61)  |
| 11    | (66) Gao Yang          | 3564:3564 | Jamie Wilson (82)      |
| 12    | (13) Martin Gould      | 493:493   | Nigel Bond (60)        |
| 13    | (A) John Astley        | 7114:7114 | Ian Burns (99)         |
| 14    | (A) Haydon Pinhey      | 3533:3533 | Farakh Ajaib (80)      |
| 15    | (A) Paul Deaville      | 5059:5059 | Chen Zifan (103)       |
| 16    | (17) Ali Carter        | 081:081   | Matthew Stevens (51)   |
| 17    | (86) Chang Bingyu      | 5150:5150 | Shaun Murphy (3)       |
| 18    | (102) Michael Judge    | 2922:2922 | Mark Lloyd (A)         |
| 19    | (91) Fraser Patrick    | 646:646   | Andrew Higginson (54)  |
| 20    | (52) Sunny Akani       | 2924:2924 | David Gilbert (15)     |
| 21    | (A) Ross Bulman        | 175:175   | Martin O’Donnell (43)  |
| 22    | (78) Aaron Hill        | 850:850   | Lee Walker (74)        |
| 23    | (45) Stuart Carrington | 591:591   | Mark Williams (4)      |
| 24    | (48) Lü Haotian        | 8932:8932 | Dean Young (106)       |
| 25    | (1) Mark Selby         | 3843:3843 | Li Hang (39)           |
| 26    | (18) Ricky Walden      | 5427:5427 | Zak Surety (87)        |
| 27    | (A) Leo Fernandez      | 138:138   | Fergal O’Brien (64)    |
| 28    | (72) Peter Lines       | 3338:3338 | Joe O’Connor (46)      |
| 29    | (100) Lei Peifan       | 2240:2240 | Alfie Burden (97)      |
| 30    | (36) Ben Woollaston    | 897:897   | Jack Lisowski (11)     |
| 31    | (105) Reanne Evans     | 1001:1001 | Fan Zhengyi (77)       |
| 32    | (A) Rod Lawler         | 523:523   | Elliot Slessor (40)    |

| Spiel | Spieler 1               | Ergebnis  | Spieler 2            |
| ----- | ----------------------- | --------- | -------------------- |
| 33    | (95) Barry Pinches      | 155:155   | Ross Muir (A)        |
| 34    | (62) Ashley Carty       | 744:744   | Mark Allen (8)       |
| 35    | (92) Iulian Boiko       | 671:671   | Robbie Williams (57) |
| 36    | (7) Stuart Bingham      | 090:090   | Mark Davis (49)      |
| 37    | (25) Lu Ning            | 5327:5327 | Stan Moody (A)       |
| 38    | (31) Noppon Saengkham   | 6945:6945 | Daniel Womersley (A) |
| 39    | (10) Luca Brecel        | 2040:2040 | Joe Perry (27)       |
| 40    | (41) Thepchaiya Un-Nooh | 4932:4932 | Kuldesh Johal (A)    |
| 41    | (22) Ryan Day           | 5023:5023 | Jak Jones (50)       |
| 42    | (55) Chris Wakelin      | 237:237   | Michael White (A)    |
| 43    | (47) Mark Joyce         | 6178:6178 | Yan Bingtao (9)      |
| 44    | (A) Billy Joe Castle    | 2361:2361 | Sean Maddocks (104)  |
| 45    | (A) Michael Georgiou    | 3093:3093 | Si Jiahui (A)        |
| 46    | (96) Jimmy White        | 565:565   | Sanderson Lam (A)    |
| 47    | (79) Mitchell Mann      | 2132:2132 | Xiao Guodong (24)    |
| 48    | (38) Anthony Hamilton   | 082:082   | Robert Milkins (30)  |
| 49    | (29) Michael Holt       | 627:627   | Zhao Xintong (5)     |
| 50    | (32) Scott Donaldson    | 2724:2724 | David Lilley (A)     |
| 51    | (21) Jordan Brown       | 2048:2048 | Jamie Jones (34)     |
| 52    | (A) Ryan Davies         | 2721:2721 | Barry Hawkins (6)    |
| 53    | (58) Jamie Clarke       | 1038:1038 | Ben Hancorn (76)     |
| 54    | (85) Duane Jones        | 3947:3947 | Xu Si (81)           |
| 55    | (93) Andrew Pagett      | 1735:1735 | Liam Graham (A)      |
| 56    | (90) Zhang Jiankang     | 6617:6617 | Zhang Anda (98)      |
| 57    | (A) Robbie McGuigan     | 6421:6421 | Liam Highfield (37)  |
| 58    | (A) Bai Langning        | 3226:3226 | Ken Doherty (68)     |
| 59    | (35) Hossein Vafaei     | 7124:7124 | Peter Devlin (75)    |
| 60    | (53) Tian Pengfei       | 747:747   | Rebecca Kenna (A)    |
| 61    | (26) Mark King          | 2438:2438 | Graeme Dott (16)     |
| 62    | (63) Andy Hicks         | 7623:7623 | Gary Wilson (19)     |
| 63    | (73) Lukas Kleckers     | 167:167   | Louis Heathcote (88) |
| 64    | (20) Matthew Selt       | 3666:3666 | Ashley Hugill (71)   |

| Spiel | Spieler 1               | Ergebnis  | Spieler 2            |
| ----- | ----------------------- | --------- | -------------------- |
| 33    | (95) Barry Pinches      | 155:155   | Ross Muir (A)        |
| 34    | (62) Ashley Carty       | 744:744   | Mark Allen (8)       |
| 35    | (92) Iulian Boiko       | 671:671   | Robbie Williams (57) |
| 36    | (7) Stuart Bingham      | 090:090   | Mark Davis (49)      |
| 37    | (25) Lu Ning            | 5327:5327 | Stan Moody (A)       |
| 38    | (31) Noppon Saengkham   | 6945:6945 | Daniel Womersley (A) |
| 39    | (10) Luca Brecel        | 2040:2040 | Joe Perry (27)       |
| 40    | (41) Thepchaiya Un-Nooh | 4932:4932 | Kuldesh Johal (A)    |
| 41    | (22) Ryan Day           | 5023:5023 | Jak Jones (50)       |
| 42    | (55) Chris Wakelin      | 237:237   | Michael White (A)    |
| 43    | (47) Mark Joyce         | 6178:6178 | Yan Bingtao (9)      |
| 44    | (A) Billy Joe Castle    | 2361:2361 | Sean Maddocks (104)  |
| 45    | (A) Michael Georgiou    | 3093:3093 | Si Jiahui (A)        |
| 46    | (96) Jimmy White        | 565:565   | Sanderson Lam (A)    |
| 47    | (79) Mitchell Mann      | 2132:2132 | Xiao Guodong (24)    |
| 48    | (38) Anthony Hamilton   | 082:082   | Robert Milkins (30)  |
| 49    | (29) Michael Holt       | 627:627   | Zhao Xintong (5)     |
| 50    | (32) Scott Donaldson    | 2724:2724 | David Lilley (A)     |
| 51    | (21) Jordan Brown       | 2048:2048 | Jamie Jones (34)     |
| 52    | (A) Ryan Davies         | 2721:2721 | Barry Hawkins (6)    |
| 53    | (58) Jamie Clarke       | 1038:1038 | Ben Hancorn (76)     |
| 54    | (85) Duane Jones        | 3947:3947 | Xu Si (81)           |
| 55    | (93) Andrew Pagett      | 1735:1735 | Liam Graham (A)      |
| 56    | (90) Zhang Jiankang     | 6617:6617 | Zhang Anda (98)      |
| 57    | (A) Robbie McGuigan     | 6421:6421 | Liam Highfield (37)  |
| 58    | (A) Bai Langning        | 3226:3226 | Ken Doherty (68)     |
| 59    | (35) Hossein Vafaei     | 7124:7124 | Peter Devlin (75)    |
| 60    | (53) Tian Pengfei       | 747:747   | Rebecca Kenna (A)    |
| 61    | (26) Mark King          | 2438:2438 | Graeme Dott (16)     |
| 62    | (63) Andy Hicks         | 7623:7623 | Gary Wilson (19)     |
| 63    | (73) Lukas Kleckers     | 167:167   | Louis Heathcote (88) |
| 64    | (20) Matthew Selt       | 3666:3666 | Ashley Hugill (71)   |

### 2. Runde
Die 2. Runde fand am Samstag in zwei Sessions statt.
| Spiel | Spieler 1            | Ergebnis  | Spieler 2           |
| ----- | -------------------- | --------- | ------------------- |
| 1     | (6) Barry Hawkins    | 3620:3620 | Ali Carter (17)     |
| 2     | (77) Fan Zhengyi     | 6423:6423 | Duane Jones (85)    |
| 3     | (19) Gary Wilson     | 5633:5633 | Kuldesh Johal (A)   |
| 4     | (28) Liang Wenbo     | 1967:1967 | Zak Surety (87)     |
| 5     | (3) Shaun Murphy     | 5531:5531 | Ian Burns (99)      |
| 6     | (37) Liam Highfield  | 1639:1639 | Craig Steadman (89) |
| 7     | (47) Mark Joyce      | 2012:2012 | Jamie Clarke (58)   |
| 8     | (A) Michael Georgiou | 2561:2561 | Farakh Ajaib (80)   |
| 9     | (A) Mark Lloyd       | 4322:4322 | Mark Allen (8)      |
| 10 a  | (59) Oliver Lines    | 211:211   | Stan Moody (A)      |
| 11    | (98) Zhang Anda      | 2917:2917 | Matthew Selt (20)   |
| 12    | (95) Barry Pinches   | 9036:9036 | Hossein Vafaei (35) |
| 13    | (A) Simon Blackwell  | 3554:3554 | Luca Brecel (10)    |
| 14    | (A) Paul Deaville    | 4014:4014 | Jak Jones (50)      |
| 15    | (78) Aaron Hill      | 2627:2627 | Jackson Page (84)   |
| 16    | (4) Mark Williams    | 2650:2650 | Mark King (26)      |

| Spiel | Spieler 1            | Ergebnis  | Spieler 2           |
| ----- | -------------------- | --------- | ------------------- |
| 1     | (6) Barry Hawkins    | 3620:3620 | Ali Carter (17)     |
| 2     | (77) Fan Zhengyi     | 6423:6423 | Duane Jones (85)    |
| 3     | (19) Gary Wilson     | 5633:5633 | Kuldesh Johal (A)   |
| 4     | (28) Liang Wenbo     | 1967:1967 | Zak Surety (87)     |
| 5     | (3) Shaun Murphy     | 5531:5531 | Ian Burns (99)      |
| 6     | (37) Liam Highfield  | 1639:1639 | Craig Steadman (89) |
| 7     | (47) Mark Joyce      | 2012:2012 | Jamie Clarke (58)   |
| 8     | (A) Michael Georgiou | 2561:2561 | Farakh Ajaib (80)   |
| 9     | (A) Mark Lloyd       | 4322:4322 | Mark Allen (8)      |
| 10 a  | (59) Oliver Lines    | 211:211   | Stan Moody (A)      |
| 11    | (98) Zhang Anda      | 2917:2917 | Matthew Selt (20)   |
| 12    | (95) Barry Pinches   | 9036:9036 | Hossein Vafaei (35) |
| 13    | (A) Simon Blackwell  | 3554:3554 | Luca Brecel (10)    |
| 14    | (A) Paul Deaville    | 4014:4014 | Jak Jones (50)      |
| 15    | (78) Aaron Hill      | 2627:2627 | Jackson Page (84)   |
| 16    | (4) Mark Williams    | 2650:2650 | Mark King (26)      |

| Spiel | Spieler 1             | Ergebnis  | Spieler 2              |
| ----- | --------------------- | --------- | ---------------------- |
| 17    | (40) Elliot Slessor   | 7726:7726 | Mark Selby (1)         |
| 18    | (60) Nigel Bond       | 1829:1829 | Peter Lines (72)       |
| 19    | (73) Lukas Kleckers   | 1217:1217 | Tian Pengfei (53)      |
| 20    | (106) Dean Young      | 578:578   | Yuan Sijun (94)        |
| 21    | (7) Stuart Bingham    | 942:942   | Lei Peifan (100)       |
| 22    | (79) Mitchell Mann    | 3338:3338 | Jordan Brown (21)      |
| 23    | (65) Cao Yupeng       | 5726:5726 | Allan Taylor (67)      |
| 24    | (66) Gao Yang         | 531:531   | Steven Hallworth (61)  |
| 25    | (68) Ken Doherty      | 927:927   | David Gilbert (15)     |
| 26    | (A) Billy Joe Castle  | 870:870   | Andrew Pagett (93)     |
| 27    | (38) Anthony Hamilton | 4323:4323 | Chris Wakelin (55)     |
| 28    | (A) Leo Fernandez     | 5716:5716 | Daniel Womersley (A)   |
| 29    | (29) Michael Holt     | 3037:3037 | Simon Lichtenberg (69) |
| 30    | (A) Sanderson Lam     | 530:530   | Ross Bulman (A)        |
| 31    | (A) David Lilley      | 320:320   | Andrew Higginson (54)  |
| 32    | (11) Jack Lisowski    | 6818:6818 | Robbie Williams (57)   |

| Spiel | Spieler 1             | Ergebnis  | Spieler 2              |
| ----- | --------------------- | --------- | ---------------------- |
| 17    | (40) Elliot Slessor   | 7726:7726 | Mark Selby (1)         |
| 18    | (60) Nigel Bond       | 1829:1829 | Peter Lines (72)       |
| 19    | (73) Lukas Kleckers   | 1217:1217 | Tian Pengfei (53)      |
| 20    | (106) Dean Young      | 578:578   | Yuan Sijun (94)        |
| 21    | (7) Stuart Bingham    | 942:942   | Lei Peifan (100)       |
| 22    | (79) Mitchell Mann    | 3338:3338 | Jordan Brown (21)      |
| 23    | (65) Cao Yupeng       | 5726:5726 | Allan Taylor (67)      |
| 24    | (66) Gao Yang         | 531:531   | Steven Hallworth (61)  |
| 25    | (68) Ken Doherty      | 927:927   | David Gilbert (15)     |
| 26    | (A) Billy Joe Castle  | 870:870   | Andrew Pagett (93)     |
| 27    | (38) Anthony Hamilton | 4323:4323 | Chris Wakelin (55)     |
| 28    | (A) Leo Fernandez     | 5716:5716 | Daniel Womersley (A)   |
| 29    | (29) Michael Holt     | 3037:3037 | Simon Lichtenberg (69) |
| 30    | (A) Sanderson Lam     | 530:530   | Ross Bulman (A)        |
| 31    | (A) David Lilley      | 320:320   | Andrew Higginson (54)  |
| 32    | (11) Jack Lisowski    | 6818:6818 | Robbie Williams (57)   |

### 3. Runde
Die 3. Runde war die erste Session am Sonntagmittag.
| Spiel | Spieler 1           | Ergebnis  | Spieler 2             |
| ----- | ------------------- | --------- | --------------------- |
| 1     | (50) Jak Jones      | 6322:6322 | Mark Allen (8)        |
| 2     | (99) Ian Burns      | 3617:3617 | Mitchell Mann (79)    |
| 3     | (A) Simon Blackwell | 2923:2923 | Andrew Higginson (54) |
| 4     | (78) Aaron Hill     | 894:894   | Mark Williams (4)     |
| 5     | (67) Allan Taylor   | 631:631   | Hossein Vafaei (35)   |
| 6     | (106) Dean Young    | 192:192   | Michael Holt (29)     |
| 7     | (37) Liam Highfield | 4827:4827 | Daniel Womersley (A)  |
| 8     | (20) Matthew Selt   | 346:346   | Ali Carter (17)       |

| Spiel | Spieler 1           | Ergebnis  | Spieler 2             |
| ----- | ------------------- | --------- | --------------------- |
| 1     | (50) Jak Jones      | 6322:6322 | Mark Allen (8)        |
| 2     | (99) Ian Burns      | 3617:3617 | Mitchell Mann (79)    |
| 3     | (A) Simon Blackwell | 2923:2923 | Andrew Higginson (54) |
| 4     | (78) Aaron Hill     | 894:894   | Mark Williams (4)     |
| 5     | (67) Allan Taylor   | 631:631   | Hossein Vafaei (35)   |
| 6     | (106) Dean Young    | 192:192   | Michael Holt (29)     |
| 7     | (37) Liam Highfield | 4827:4827 | Daniel Womersley (A)  |
| 8     | (20) Matthew Selt   | 346:346   | Ali Carter (17)       |

| Spiel | Spieler 1            | Ergebnis  | Spieler 2             |
| ----- | -------------------- | --------- | --------------------- |
| 9     | (59) Oliver Lines    | 4763:4763 | Stuart Bingham (7)    |
| 10    | (85) Duane Jones     | 5422:5422 | Steven Hallworth (61) |
| 11    | (73) Lukas Kleckers  | 3020:3020 | Billy Joe Castle (A)  |
| 12    | (A) Michael Georgiou | 1570:1570 | Kuldesh Johal (A)     |
| 13    | (68) Ken Doherty     | 5220:5220 | Chris Wakelin (55)    |
| 14    | (60) Nigel Bond      | 327:327   | Jamie Clarke (58)     |
| 15    | (28) Liang Wenbo     | 3537:3537 | Sanderson Lam (A)     |
| 16    | (57) Robbie Williams | 157:157   | Mark Selby (1)        |

| Spiel | Spieler 1            | Ergebnis  | Spieler 2             |
| ----- | -------------------- | --------- | --------------------- |
| 9     | (59) Oliver Lines    | 4763:4763 | Stuart Bingham (7)    |
| 10    | (85) Duane Jones     | 5422:5422 | Steven Hallworth (61) |
| 11    | (73) Lukas Kleckers  | 3020:3020 | Billy Joe Castle (A)  |
| 12    | (A) Michael Georgiou | 1570:1570 | Kuldesh Johal (A)     |
| 13    | (68) Ken Doherty     | 5220:5220 | Chris Wakelin (55)    |
| 14    | (60) Nigel Bond      | 327:327   | Jamie Clarke (58)     |
| 15    | (28) Liang Wenbo     | 3537:3537 | Sanderson Lam (A)     |
| 16    | (57) Robbie Williams | 157:157   | Mark Selby (1)        |

### Achtelfinale
Der Sonntagabend begann um 19.00 Uhr mit der Runde der Letzten 16. Daran schlossen sich die verbleibenden Runden bis zum Finale an.
| Spiel | Spieler 1           | Ergebnis  | Spieler 2            |
| ----- | ------------------- | --------- | -------------------- |
| 1     | (4) Mark Williams   | 157:157   | Matthew Selt (20)    |
| 2     | (59) Oliver Lines   | 5628:5628 | Liang Wenbo (28)     |
| 3     | (58) Jamie Clarke   | 3644:3644 | Mitchell Mann (79)   |
| 4     | (35) Hossein Vafaei | 1750:1750 | Michael Georgiou (A) |

| Spiel | Spieler 1           | Ergebnis  | Spieler 2            |
| ----- | ------------------- | --------- | -------------------- |
| 1     | (4) Mark Williams   | 157:157   | Matthew Selt (20)    |
| 2     | (59) Oliver Lines   | 5628:5628 | Liang Wenbo (28)     |
| 3     | (58) Jamie Clarke   | 3644:3644 | Mitchell Mann (79)   |
| 4     | (35) Hossein Vafaei | 1750:1750 | Michael Georgiou (A) |

| Spiel | Spieler 1             | Ergebnis  | Spieler 2             |
| ----- | --------------------- | --------- | --------------------- |
| 5     | (61) Steven Hallworth | 4621:4621 | Daniel Womersley (A)  |
| 6     | (57) Robbie Williams  | 1439:1439 | Andrew Higginson (54) |
| 7     | (A) Billy Joe Castle  | 1642:1642 | Dean Young (106)      |
| 8     | (55) Chris Wakelin    | 796:796   | Mark Allen (8)        |

| Spiel | Spieler 1             | Ergebnis  | Spieler 2             |
| ----- | --------------------- | --------- | --------------------- |
| 5     | (61) Steven Hallworth | 4621:4621 | Daniel Womersley (A)  |
| 6     | (57) Robbie Williams  | 1439:1439 | Andrew Higginson (54) |
| 7     | (A) Billy Joe Castle  | 1642:1642 | Dean Young (106)      |
| 8     | (55) Chris Wakelin    | 796:796   | Mark Allen (8)        |

### Viertelfinale
| Spiel | Spieler 1         | Ergebnis  | Spieler 2         |
| ----- | ----------------- | --------- | ----------------- |
| 1     | (58) Jamie Clarke | 970:970   | Mark Williams (4) |
| 2     | (8) Mark Allen    | 4921:4921 | Liang Wenbo (28)  |

| Spiel | Spieler 1         | Ergebnis  | Spieler 2         |
| ----- | ----------------- | --------- | ----------------- |
| 1     | (58) Jamie Clarke | 970:970   | Mark Williams (4) |
| 2     | (8) Mark Allen    | 4921:4921 | Liang Wenbo (28)  |

| Spiel | Spieler 1            | Ergebnis | Spieler 2            |
| ----- | -------------------- | -------- | -------------------- |
| 3     | (35) Hossein Vafaei  | 371:371  | Daniel Womersley (A) |
| 4     | (57) Robbie Williams | 069:069  | Billy Joe Castle (A) |

| Spiel | Spieler 1            | Ergebnis | Spieler 2            |
| ----- | -------------------- | -------- | -------------------- |
| 3     | (35) Hossein Vafaei  | 371:371  | Daniel Womersley (A) |
| 4     | (57) Robbie Williams | 069:069  | Billy Joe Castle (A) |

### Halbfinale
| Spiel | Spieler 1         | Ergebnis  | Spieler 2            |
| ----- | ----------------- | --------- | -------------------- |
| 1     | (4) Mark Williams | 1124:1124 | Robbie Williams (57) |

| Spiel | Spieler 1         | Ergebnis  | Spieler 2            |
| ----- | ----------------- | --------- | -------------------- |
| 1     | (4) Mark Williams | 1124:1124 | Robbie Williams (57) |

| Spiel | Spieler 1           | Ergebnis  | Spieler 2        |
| ----- | ------------------- | --------- | ---------------- |
| 2     | (35) Hossein Vafaei | 4892:4892 | Liang Wenbo (28) |

| Spiel | Spieler 1           | Ergebnis  | Spieler 2        |
| ----- | ------------------- | --------- | ---------------- |
| 2     | (35) Hossein Vafaei | 4892:4892 | Liang Wenbo (28) |

### Finale
Geleitet wurde das Finale von der Belarussin Tatiana Woollaston.
| Spiel | Spieler 1         | Ergebnis | Spieler 2           |
| ----- | ----------------- | -------- | ------------------- |
| 1     | (4) Mark Williams | 710:710  | Hossein Vafaei (35) |

## Century-Breaks
Es wurden zwei Century-Breaks gespielt, das höchste Century spielte Hossein Vafaei mit 123 Punkten und sicherte sich so die Zusatzprämie.
- Hossein Vafaei: 123
- Allan Taylor: 103